# Nunatak Guichou
Nunatak Guichou är en nunatak i Antarktis. Den ligger i Västantarktis. Argentina, Chile och Storbritannien gör anspråk på området. Toppen på Nunatak Guichou är 157 meter över havet.
Terrängen runt Nunatak Guichou är kuperad åt nordväst, men åt sydost är den platt. Trakten är obefolkad. Det finns inga samhällen i närheten.